# حجارة في الشمس (فلم)
حجارة في الشمس (بالإنجليزية: Stones in the Sun) هُو فيلم درامي أمريكي هايتي صدر سنة 2012، وهُو من تأليف وإخراج باتريسيا بينوا. الفيلم من بطولة إدويدج دانتيكات وميشيل مارسيلين وديانا ماسي وتيري سانتين وباتريشيا رينفيل وجيمس نويل وكارلو ميتون. عُرض الفيلم لأول مرة في دورة سنة 2012 من مهرجان تريبيكا السينمائي، وقد فازت مُخرجة الفيلم باتريسيا بجائزة لجنة التحكيم الخاصة لأفضل مُخرج فيلم روائي.

## قطعة
في خضم العُنف السياسي المتزايد، يُنقل زوجان شابان وشقيقتان وأب وابنه من هايتي إلى نيويورك، حيث يتعين على المجموعة مواجهة حقائق ماضيهم المتشابك.

## إنتاجب
استغرق التصوير الرئيسي للفيلم أكثر من 21 يومًا في مدينة نيويورك، و 4 أيام في جاكميل في هايتي، ونصف يوم في مطار ميامي الدولي أثناء توقف الطاقم بين نيويورك وهايتي.

## الجوائز
حاز الفيلم على الجوائز التالية :
- جائزة لجنة التحكيم الخاصة لأفضل مُخرج فيلم روائي في دورة سنة 2012 من مهرجان تريبيكا السينمائي.[1]
- أفضل فيلم روائي بالنسبة الشتات في حفل توزيع جوائز أكاديمية الأفلام الأفريقية التاسع.[2]
- أفضل فيلم روائي في مهرجان عُموم أفريقيا.[3]
- جائزة لجنة التحكيم لأفضل فيلم طويل في دورة سنة 2013 من مهرجان تينيك السينمائي الدولي.[4]

## روابط خارجية
مقالات تستعمل روابط فنية بلا صلة مع ويكي بيانات